# Савіо (тунель)
Савіо (фін. Savio rautatietunneli швед. Savio järnvägstunnel) — залізничний одногалерейний тунель з однією колією, на залізниці Вуосаарі що сполучається з головним ходом залізниці Гельсінкі — Тампере біля станції Керава. Відкрито 28 листопада 2008 року.
Найглибша точка закладення тунелю розташовано на глибині близько 60 метрів, 20 метрів нижче рівня моря. Тунель прямує під Ленгмосаберг, Каскела, Кунінканмякі та Йоківаррен.
- Електрифікація — 25 kV, 50 Hz
- Довжина — 13,5 км[3][4]
- Ширина колії — 1 524 mm
- Максимальна швидкість — 80 км/год